# Репников, Альбин Леонидович
Альбин Леонидович Ре́пников (1932—2007) — советский, российский композитор, создававший музыку для русских и карельских народных инструментов (баяна, гуслей, балалайки, кантеле). Заслуженный деятель искусств РСФСР (1989).

## Биография
Родился в 1932 году в селе Половинка Кизеловского района Пермской области.
В 1947 г. поступил на работу концертмейстером клуба г. Уруша Амурской области.
С 1949 по 1953 гг. обучался в Иркутском музыкальном училище по классу баяна (класс баяна М. С. Иванова) .
Первую профессиональную работу — «Первый концерт для баяна с оркестром русских народных инструментов» написал в августе 1952 г.
В 1955—1958 гг. — руководитель коллективов баянистов заводских клубов Ленинграда.
В 1959 г. окончил композиторский факультет Ленинградской государственной консерватории (класс профессора В. В. Волошинова).
В 1959—1961 г. — преподаватель музыкальной школы ленинского района г. Ленинграда, в 1961—1970 гг. — педагог Ленинградского института имени Крупской, с 1970 по 1974 г. преподаватель училища культуры имени Мусоргского.
С 1963 г. член Союза композиторов СССР.
С 1974 года — профессор, доцент преподаватель класса баяна, инструментовки и композиции Петрозаводского филиала Ленинградской государственной консерватории.
Произведения А. Л. Репникова включены во многие рекомендательные списки российских и международных конкурсов, в репертуар оркестров имени В. Андреева, имени Осипова, ансамбля «Россия».
Руководил оркестром баянистов Петрозаводского городского Дома культуры.
Известны работы А. Л. Репникова для ансамбля «Кантеле» — «Рождение кантеле» (1984), «Колокола Кижского погоста» (1988) и другие.
Автор учебных пособий, в том числе «Краткого курса инструментовки для оркестров баянов и аккордеонов. Учебник» (1968).
Такие произведения А. Л. Репникова, как 2-й и 3-й концерты для баяна, концерт-рапсодия для балалайки с оркестром, кантата «Песни русских рабочих» стали объектом изучения нескольких поколений музыковедов.
Обладатель серебряного диска XIII международного фестиваля «Баян и баянисты» за вклад в баянное искусство (2002).

## Известные сочинения
- Сонатина для скрипки и фортепиано (1954)
- Цикл романсов «Из Моабитской тетради» на стихи Муссы Джалиля (1956)
- Симфония в 4 частях (1959)
- Фортепианный концерт «Памяти Ворошилова» (1959)
- Концертино для фортепиано с оркестром (1964)
- Тридцать пьес для юношества (1971)
- «Песни русских рабочих», кантата для хора, солистов, оркестра, слова рабочих поэтов (1972)
- Альбом юного баяниста (1975)
- Концерт № 3 для баяна, ударных инструментов и камерного оркетра (1975)
- Концертино для аккордеона (1976)
- Северная фреска «Острова», для камерного оркестра и баяна (1976)
- Соната для баяна на руническую тему (1978)
- «Карельские эскизы» для оркестра кантеле (1980)
- Концерт-рапсодия для балалайки с оркестром (1985)
- «Рождение кантеле», сюита-кантата для хора, солистов, оркестра кантеле (1985)
- «Памяти Ройнэ Раутио», концерт для 2 кантеле с камерным оркестром (1985)

## Награды
- Заслуженный деятель искусств Карельской АССР (1987)
- Почетная грамота Министерства культуры СССР (1987)
- Лауреат премии Республики Карелия в области культуры, искусства и литературы 2002 года[4].